# Zmizení Madeleine McCannové
Zmizení Madeleine McCannové bylo ohlášeno 3. května 2007. Madeleine zmizela během večeře jejích britských rodičů, na dovolené v apartmánu Praia da Luz v portugalském Algarve. Policie usoudila, že bylo toto tříleté děvčátko uneseno.

## Popis Madeleine McCann
Madeleine McCann (* 12. květen 2003 v Leicestershire, Anglie) je nejstarší dcerou Kate a Gerryho McCannových, kteří mají ještě mladší dvojčátka. Nejnápadnějším znakem blonďaté Madeleine je tmavá skvrna v dolní části panenky jejího pravého oka.

## Zmizení
Rodiče Madeleine uložili všechny své děti a odešli na večeři se svými přáteli do nedaleké restaurace. Pokoj s dětmi pravidelně kontrolovali, naposledy pak ve 21:00 portugalského času. Při návratu ve 21:45 zjistili, že malá Madeleine zmizela, zatímco v pokoji zůstali její spící sourozenci a otevřené dveře a okno. Následně byla informována policie a zaměstnanci komplexu, později pak hraniční policie a letiště na území Portugalska a Španělska.

## Pátrání
Portugalská policie (Polícia Judiciária) vydává 6. května prohlášení, že věří v Madeleininu přítomnost na území Portugalska, respektive Algarve a v to, že je Madeleine naživu.
Kromě prohledání blízkých budov byli nasazeni policejní psi k prohledání blízkého městečka. Pět dní po zmizení Madeleine policie konstatovala, že si nebyla jista, zda je dívka stále naživu.
Norka Marie Olli, žijící ve španělském Fuengirola, oznámila policii 18. května, že viděla Madeleine na čerpací stanici v marockém městě Marrákeš a to 9. května.
Dne 21. června přišly ohlasy z Malty o spatření děvčátka podobající se popisu. (Sky News, The Times) Po sto dnech bezvýsledného vyšetřování dospěla policie k tomu, že je nutno začít hledání od začátku.
17. července roku 2019 přišla policie se zjištěním, že DNA malé Madeleine byla nalezena i v několika zadržených automobilech a na pláži. Jedno z aut patří i zatím jedinému z podezřelých Robertu Muratovi. Policie připustila teorii smrti Madeleine v noci, kdy zmizela z apartmánu. V září byli oba rodiče oficiálně přidáni na seznam podezřelých osob. Poté však byli obvinění zproštěni. Vrátili se i s dvěma dětmi zpět do Anglie.
V červnu 2008 vydala portugalská policie prohlášení, že případ pro nedostatek důkazů odkládá.
Počátkem června 2020 se v tisku objevily zprávy o tom, že němečtí vyšetřovatelé podezřívají z vraždy Madeleine Němce Christiana Brücknera. Brückner pobýval v době zmizení v okolí komplexu Praia da Luz a krátce poté v tichosti Portugalsko opustil a vrátil se do Německa. Německá policie opakovaně tvrdí, že již má důkazy o zabití Madeleine právě Christianem Brücknerem, ale vzhledem k probíhajícímu vyšetřování zatím nebylo zveřejněno o jaké důkazy se jedná. Německý prokurátor pouze uvedl, že se nejedná o její tělo ani žádnou část těla. Jednou z teorií je, že onen důkaz může být obrazový materiál, který se mohl nacházet na flash discích a pevných discích, které policie našla zakopané v psím hrobě v bývalé továrně, ve které Brückner v minulosti pobýval. Christian Brückner byl již v minulosti odsouzen za sexuální delikty i na dětech. Za tyto činy si nyní odpykává trest ve věznici v německém Kielu. Navíc byl v roce 2019, prozatím nepravomocně, odsouzen za znásilnění dvaasedmdesátileté ženy v roce 2005.
McCannovi informaci o úmrtí Madeleine označili jako fámu. Na svém webu vyvracejí jako lživé tvrzení, že by německá policie vyšetřovala vraždu jejich dcery, nebo že by našla jakékoliv důkazy vedoucí k domněnce, že je mrtvá. Nadále se považuje za pohřešovanou a pokračuje se v jejím pátrání.

## Mediální podpora
Mediální podpora pro nalezení malé Madeleine probíhá hlavně v Portugalsku, ve Spojeném království a Španělsku, ale i v jiných státech. Kromě rodiny se snaží informace na veřejnosti rozšiřovat deníky, televize, britští politici, nebo také sportovci (např.: Cristiano Ronaldo, Paulo Ferreira, David Beckham, Phil Neville, Nuno Valente) a další.

## Nabízená odměna za nalezení nebo informace
Nabízená odměna za nalezení, nebo informace, které k nalezení Madeleine dovedou, činí k 15. 5. 2007 2,6 milionů liber. K celkové částce přispívají mimo jiné:
- nedělní britské noviny News of the World, Top Shop Sira Philipa Greena,
- Sir Richard Branson, Bill Kenwright – majitel fotbalového klubu Everton FC
- J. K. Rowlingová[17][18]
- Stephen Winyard[19][20]
- kolegové Kate McCannové
- britský deník The Sun[21]
- portugalský deník Record[22]